# Lijst van aardbevingen in Azerbeidzjan
Dit is een lijst van noemenswaardige aardbevingen in Azerbeidzjan.
| Datum             | Tijd       | Plaats             | Lat   | Lon   | Slachtoffers        | Magnitude | Commentaar | Bronnen     |
| ----------------- | ---------- | ------------------ | ----- | ----- | ------------------- | --------- | --- | ----------- |
| 427               |            | Gəncə              | 40,5  | 46,5  |                     | 6,7       | Er is weinig informatie over deze beving bekend anders dan dat de schade aanzienlijk was.                                           | [ 1 ]       |
| 906               |            | Qıvraq             | 39,78 | 44,88 |                     | 6,2       | | [ 2 ]       |
| 30 september 1139 | nacht      | Gəncə              | 40,40 | 46,23 |                     | 6,3       | | [ 3 ]       |
| 25 november 1667  |            | Şamaxı             | 40,60 | 48,60 | 80.000              | 6,9       | De reeks aarbevingen hield drie maanden aan. Er was veel schade aan gebouwen en wegen.                                              | [ 1 ]       |
| 4 januari 1669    |            | Şamaxı             | 40,60 | 48,60 | 7.000               | 5,7       | | [ 1 ]       |
| 9 augustus 1828   | 16:00      | Şamaxı             | 40,70 | 48,40 |                     | 5,7       | | [ 1 ]       |
| 2 januari 1842    | 22:00      | Bakoe, Maştağa     | 40,5  | 50,0  |                     | 4,3–5,0   | | [ 4 ]       |
| 11 juni 1859      | 13:00      | Şamaxı             | 40,70 | 48,50 | 100                 | 5,9       | | [ 1 ]       |
| 13 februari 1902  | 09:39:30   | Şamaxı             | 40,70 | 48,60 | 86                  | 6,9       | | [ 1 ]       |
| 27 april 1931     | 16:50:45   | Zangezur-gebergte  | 39,40 | 46,00 | 390–2.890           | 6,4       | | [ 5 ]       |
| 4 juni 1999       | 09:12:50   | Ağdaş, Ucar, Ağalı | 40,80 | 47,45 | 1                   | 5,4       | | [ 1 ]       |
| 25 november 2000  | 18:09:11,4 | Bakoe              | 40,25 | 49,95 | 31                  | 6,8       | | [ 1 ]       |
| 7 mei 2012        | 9:40       | Zaqatala           | 41,54 | 46,77 |                     | 5,6       | Schade aan twintig gebouwen, ingestorte sporthal van een school en vijftien gewonden. De beving was voelbaar in Rusland en Georgië. | [ 6 ]       |
| 5 juni 2018       | 18:40:30   | Zaqatala           | 41,53 | 46,79 | 1 dode, 31 gewonden | 5,4       | Schade aan huizen. Eén persoon overleed aan een hartaanval. 31 gewonden.                                                            | [ 7 ] [ 8 ] |